# Ensembl
Ensembl és un projecte científic conjunt entre l'Institut Bioinformàtic Europeu i el Wellcome Trust Sanger Institute (ambdós amb seu a Cambridge, Regne Unit), el qual va ser fundat el 1999 com a resposta a la finalització imminent del Projecte del Genoma Humà. Després de 10 anys d'existència, l'objectiu d'Ensembl segueixent sent proporcionar un recurs centralitzat per genetistes, biòlegs moleculars i altres investigadors que estudien els genomes de l'espècie humana i d'altres vertebrats i organismes model. Ensembl és un dels recursos digitals més emprats de la xarxa de navegadors de genomes quant a recerca d'informació genòmica.
Aquesta base de dades i d'altres similars es troben acollides al cercador genèric NCBI i a la Universitat de Califòrnia a Santa Cruz (UCSC).

## Rerefons del projecte
Al projecte Ensembl, les dades de la seqüència s'introdueixen en un sistema d'anotació de gens (una col·lecció de programari amb arquitectura en pipeline i escrit en Perl) que crea un conjunt d'ubicacions de gens predits i els guarda en una base de dades MySQL per a la seva posterior anàlisi i visualització. Ensembl converteix les dades en unes lliure accés per a la comunitat investigadora mundial. Totes les dades i el codi produït pel projecte Ensembl està disponible per a descarregar, i també hi ha un servidor de bases de dades d'accés públic que permet l'accés remot. A més a més, ofereix visualitzacions digitals de les dades seleccionades.
Tot i que els seus orígens estaven centrats en el genoma humà, al llarg del temps el projecte s'ha expandit per incloure espècies addicionals - incloent-hi organismes de model clau com el ratolí, la mosca del vinagre i el peix zebra - així com una gamma més àmplia de dades genòmiques, incloent variacions genètiques i característiques reguladores. D'ençà abril de 2009, es va escindir un nou projecte associat, Ensembl Genomes, que ha estès l'abast de Ensembl a metazous, plantes, fongs, bacteris, i protists, mentre que el projecte original continua enfocat en vertebrats.

### Divisions i camps de treball
El projecte actualment es divideix en 8 seccions de treball, que ocupen uns 50 treballadors:
- Genebuild: Crea els conjunts de gens per a les diferents espècies.
- Programari Core: Manté el nucli de la Interfície de programació d'aplicacions (API).
- Compara: Produeix dades comparatives i les API relacionades.
- Variation: Produieix dades de variació i API.
- Regulation: Controla l'estructura regulatòria i l'API FuncGen.
- Web Team: Manté i desenvolupa el lloc web Ensembl a nivell general.
- Production: Gestiona els cicles d'alliberament de noves versions de programari Ensembl i l'Ensembl BioMart.
- Outreach: Proporciona servei d'assistència i tallers.

## Visualització de dades genòmiques
Un dels conceptes principals d'Ensembl és l'habilitació automàtica de generar visualitzacions gràfiques de l'alineament de gens i altres dades genòmiques vers un genoma de referència. Aquestes visualitzacions són mostrades com a pistes de dades, en què les pistes individuals poden ser adaptades permetent l'usuari fer modificacions en la interfície segons convingui als seus interessos de recerca: zooms en diferents regions, moviments al llarg del genoma en qualsevol direcció, etc.
Per altra banda, hi ha opcions de visualització de cariotips sencers basant-se en seqüències nucleotídiques i aminoacídiques, o representacions d'arbres filogenètics de gens homòlegs a través d'una varietat d'espècies. Els gràfics es complementen amb pantalles tabulars, i en molts casos, les dades es poden exportar directament des de la pàgina en una varietat de formats d'arxiu estàndard, com ara el format FASTA.
Les dades produïdes externament també poden ésser afegides a la pantalla, ja sigui a través d'un servidor DAS (Distributed Annotation System), o bé carregant un arxiu adequat en un dels formats suportats, com ara BAM, BED o PSL.
Els gràfics es generen usant un conjunt de mòduls de Perl personalitzats i basats en GD, el mètode estàndard Perl per a la visualització de gràfics.